# Blutaparon
Blutaparon là một chi thực vật thuộc họ Amaranthaceae. Chi này có các loài sau (tuy nhiên danh sách này có thể chưa đủ):
- Blutaparon rigidum, (B.L. Rob. & Greenm.) Mears

## Hình ảnh

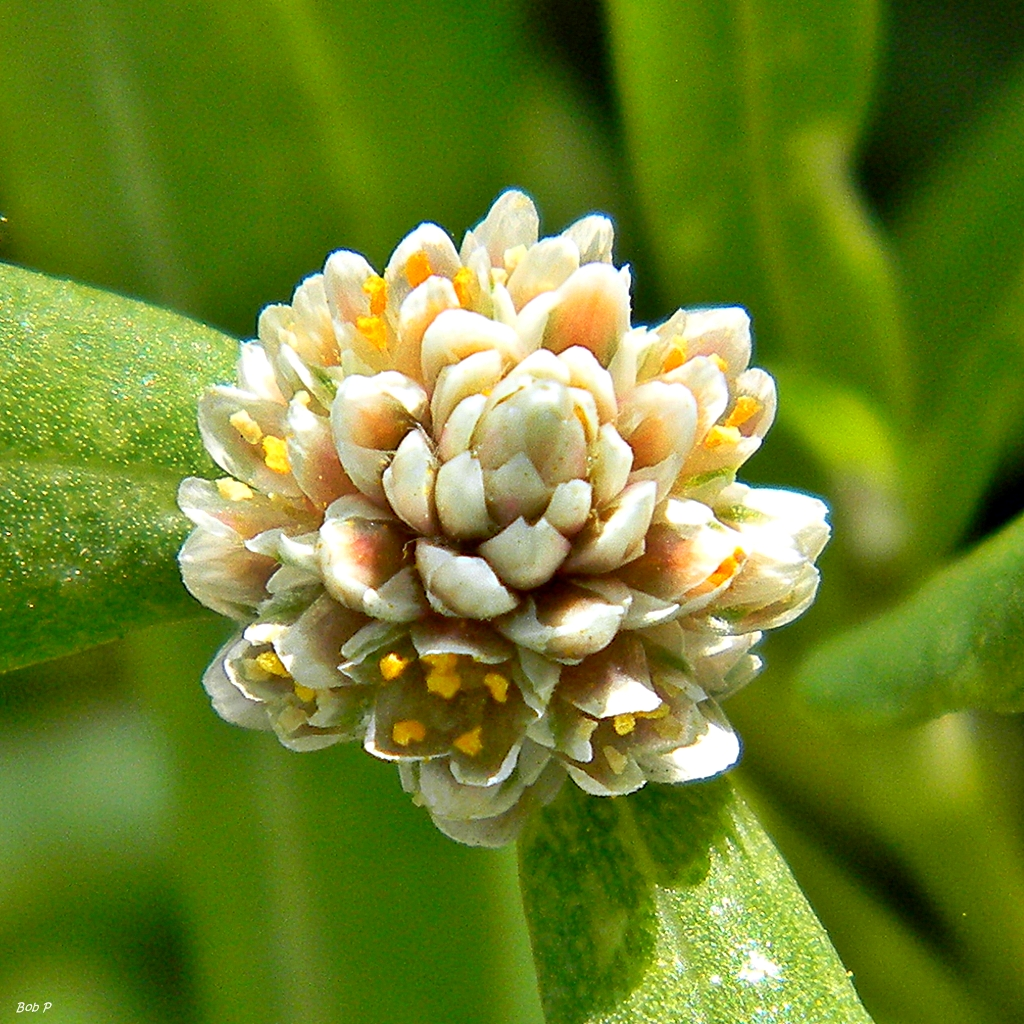
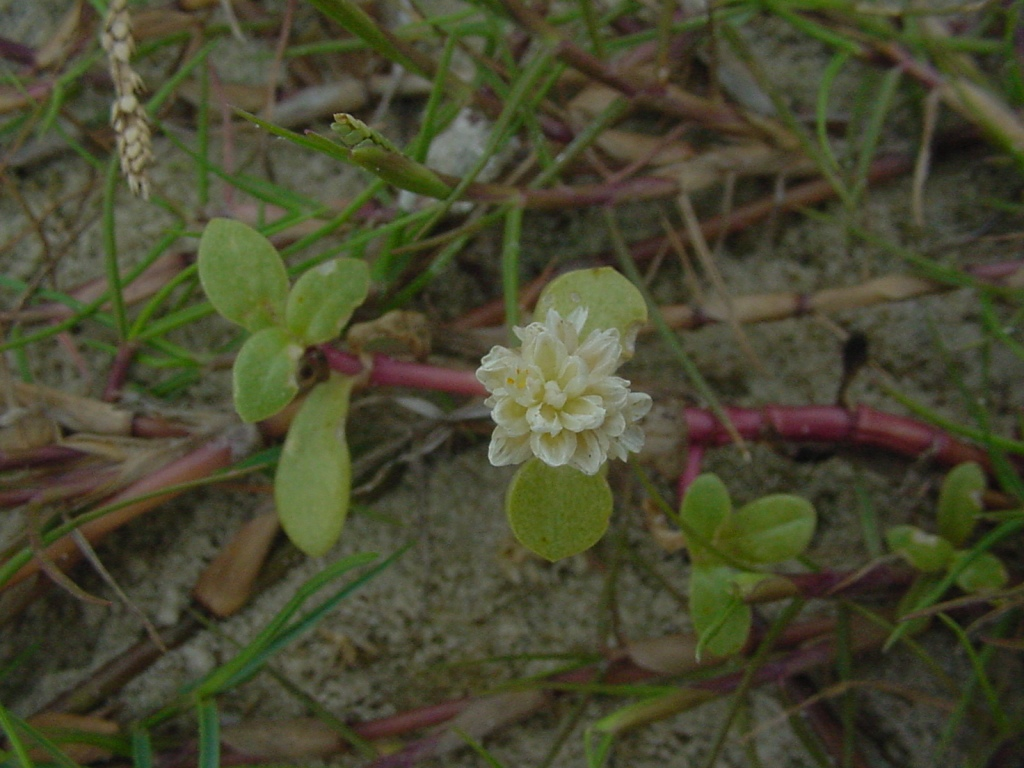
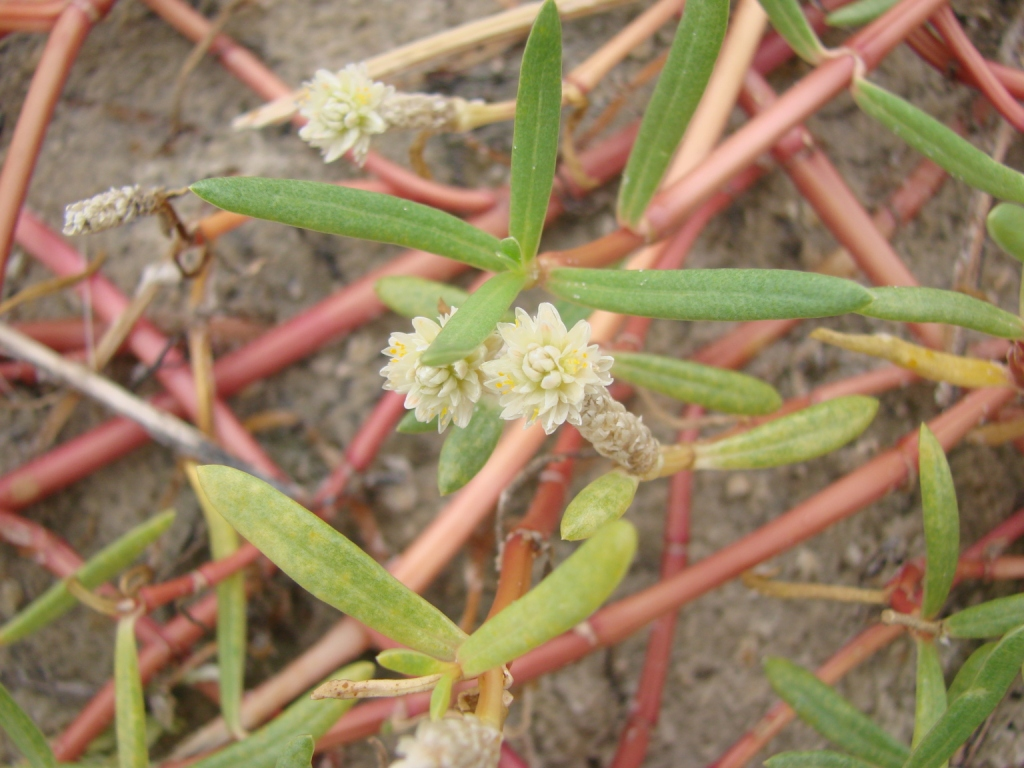
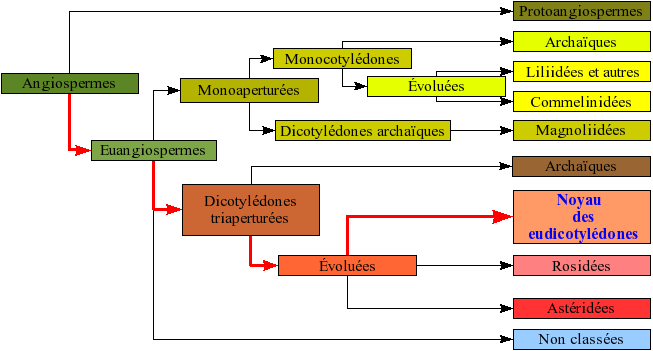